# Belo Vale
Belo Vale är en kommun i Brasilien.   Den ligger i delstaten Minas Gerais, i den sydöstra delen av landet, 700 km sydost om huvudstaden Brasília. Antalet invånare är 7 536.
Omgivningarna runt Belo Vale är huvudsakligen savann. Runt Belo Vale är det ganska glesbefolkat, med 22 invånare per kvadratkilometer.